# Seznam dílů seriálu Sherlock
Toto je seznam dílů seriálu Sherlock. Britský detektivní seriál Sherlock začala jako třídílnou minisérii natáčet televize BBC v roce 2010. Klasické příběhy Arthura Conana Doyla byly volně přepracovány do současnosti. Hlavní postavy soukromého detektiva Sherlocka Holmese a jeho věrného přítele Dr. Watsona ztvárnili Benedict Cumberbatch a Martin Freeman. Později byly doplněny další tři řady seriálu a jeden speciální díl.

## Přehled řad
| Řada    | Díly    | Premiéra ve VB    | Premiéra ve VB | Premiéra v ČR  | Premiéra v ČR     |
| Řada    | Díly    | První díl         | Poslední díl   | První díl      | Poslední díl      |
| ------- | ------- | ----------------- | -------------- | -------------- | ----------------- |
| 1       | 3       | 25. července 2010 | 8. srpna 2010  | 9. dubna 2011  | 23. dubna 2011    |
| 2       | 3       | 1. ledna 2012     | 15. ledna 2012 | 26. října 2012 | 9. listopadu 2012 |
| 3       | 3       | 1. ledna 2014     | 12. ledna 2014 | 1. března 2014 | 15. března 2014   |
| speciál | speciál | 1. ledna 2016     | 1. ledna 2016  | 2. ledna 2016  | 2. ledna 2016     |
| 4       | 3       | 1. ledna 2017     | 15. ledna 2017 | 2. ledna 2017  | 15. ledna 2017    |

## Seznam dílů
Česká televize (ČT) a AXN odvysílaly seriál s rozdílným českým dabingem. Třetí dabing vznikl později pro Filmbox.[zdroj?]

### První řada (2010)
| Č. v seriálu | Č. v řadě | Původní název    | Český název                                       | Režie         | Scénář           | Námět                                                                                          | Premiéra ve VB    | Premiéra na ČT1 | Premiéra na AXN |
| --- | --------- | ---------------- | ------------------------------------------------- | ------------- | ---------------- | ---------------------------------------------------------------------------------------------- | ----------------- | --------------- | --------------- |
| 1 | 1         | A Study in Pink  | Studie v růžové (ČT, AXN) Růžový případ (Netflix) | Paul McGuigan | Steven Moffat    | volně podle příběhu Studie v šarlatové                                                         | 25. července 2010 | 9. dubna 2011   | 11. října 2011  |
| Po návratu z Afghánistánu se doktor John Watson potýká s následky zranění. Když se seznámí s excentrickým detektivem Sherlockem Holmesem a nastěhuje se s ním do bytu na Baker Street 221B, jeho život se rázem změní. Společně se pouštějí do vyšetřování série záhadných sebevražd, které děsí Londýn a s nimiž si neví rady ani detektiv inspektor Lestrade ze Scotland Yardu. |           |                  |                                                   |               |                  |                                                                                                |                   |                 |                 |
| 2 | 2         | The Blind Banker | Slepý bankéř                                      | Euros Lyn     | Stephen Thompson | na motivy příběhů Údolí strachu a Tančící figurky                                              | 1. srpna 2010     | 16. dubna 2011  | 18. října 2011  |
| Sherlock je požádán o pomoc s podivnou bankovní loupeží, při níž nic nezmizelo, ale objevil se záhadný šifrovaný vzkaz. Brzy je ale nalezen jeden ze zaměstnanců banky mrtvý. Policie případ uzavírá jako sebevraždu, ale Sherlock je jiného názoru. Během pátrání se doktor Watson zamiluje a dokonce čelí obvinění z vandalismu, což vystaví jejich přátelství nejedné zkoušce. |           |                  |                                                   |               |                  |                                                                                                |                   |                 |                 |
| 3 | 3         | The Great Game   | Velká hra                                         | Paul McGuigan | Mark Gatiss      | na motivy z příběhů Bruce-Partingtonovy dokumenty, Pět pomerančových jadérek a Poslední případ | 8. srpna 2010     | 23. dubna 2011  | 25. října 2011  |
| Nuda a nečinnost přivádí Sherlocka Holmese na pokraj zoufalství. Jeho intelekt však brzy dostane zabrat, když Baker Street otřese výbuch. Pachatel hrozí dalšími pumovými útoky, pokud Holmes nesplní jeho ultimátum – vyřešit sérii hádanek v časovém limitu. Začíná osobní a napínavá hra.                                                                                      |           |                  |                                                   |               |                  |                                                                                                |                   |                 |                 |

### Druhá řada (2012)
| Č. v seriálu | Č. v řadě | Původní název             | Český název                                                | Režie         | Scénář           | Námět                                 | Premiéra ve VB | Premiéra na AXN   | Premiéra na ČT2 |
| --- | --------- | ------------------------- | ---------------------------------------------------------- | ------------- | ---------------- | ------------------------------------- | -------------- | ----------------- | --------------- |
| 4 | 1         | A Scandal in Belgravia    | Skandál v Belgravii                                        | Paul McGuigan | Steven Moffat    | volně podle příběhu Skandál v Čechách | 1. ledna 2012  | 26. října 2012    | 28. září 2013   |
| Zatímco si John užívá klid a píše blog, znuděný Sherlock touží po pořádném případu. Ten se naskytne s podivnou smrtí turisty, což je ale jen začátek mnohem větší hry. Ta má kořeny v Buckinghamském paláci a hrozí, že otřese nejen Británií, ale i samotným Sherlockem. |           |                           |                                                            |               |                  |                                       |                |                   |                 |
| 5 | 2         | The Hounds of Baskerville | Pes baskervillský (AXN) Psisko baskervillské (ČT, Netflix) | Paul McGuigan | Mark Gatiss      | volně podle příběhu Pes baskervillský | 8. ledna 2012  | 2. listopadu 2012 | 5. října 2013   |
| Sherlock, trpící nudou po vyřešeném případu, naléhavě potřebuje nový. Když se objeví Henry Knight s děsivým příběhem o otcově smrti a zmutovaných zvířatech na vojenské základně Baskerville, Sherlock zprvu nejeví zájem. Vše se změní, jakmile zazní slovo „psisko“. Spolu s Johnem se vydává do Dartmooru, aby prošetřili záhadu.                                         |           |                           |                                                            |               |                  |                                       |                |                   |                 |
| 6 | 3         | The Reichenbach Fall      | Reichenbachův pád (AXN) Reichenbašský pád (ČT, Netflix)    | Toby Haynes   | Stephen Thompson | volně podle příběhu Poslední případ   | 15. ledna 2012 | 9. listopadu 2012 | 12. října 2013  |
| Sherlockův úhlavní nepřítel Jim Moriarty se vrací a během jediného dne se mu podaří vloupat do tří nejstřeženějších míst v Británii. Ačkoli je dopaden při pokusu o krádež korunovačních klenotů, Sherlock tuší, že jde o součást Moriartyho ďábelského plánu. Proces století začíná a Sherlock je předvolán jako svědek obžaloby, čímž vstupuje do smrtelně nebezpečné hry. |           |                           |                                                            |               |                  |                                       |                |                   |                 |

### Třetí řada (2014)
Třetí řadě seriálu předcházel krátký speciální díl Many Happy Returns, který uvedla BBC na Vánoce 24. prosince 2013.
| Č. v seriálu | Č. v řadě | Původní název     | Český název                                                                 | Režie           | Scénář                                        | Námět                                                                                | Premiéra ve VB | Premiéra na AXN | Premiéra na ČT2 |
| --- | --------- | ----------------- | --------------------------------------------------------------------------- | --------------- | --------------------------------------------- | ------------------------------------------------------------------------------------ | -------------- | --------------- | --------------- |
| 7 | 1         | The Empty Hearse  | Prázdný katafalk (AXN) Prázdný pohřebák (ČT) Prázdný pohřební vůz (Netflix) | Jeremy Lovering | Mark Gatiss                                   | volně podle příběhu Prázdný dům                                                      | 1. ledna 2014  | 1. března 2014  | 26. dubna 2014  |
| Dva roky po dramatických událostech se Sherlock Holmes vrací z mrtvých, aby odvrátil hrozící teroristický útok v Londýně. Zjišťuje však, že se svět posunul dál, zejména jeho přítel John Watson, který se s jeho smrtí vyrovnal a snaží se začít nový život. Sherlockův návrat tak přináší řadu nečekaných výzev.                                        |           |                   |                                                                             |                 |                                               |                                                                                      |                |                 |                 |
| 8 | 2         | The Sign of Three | Znamení tří (AXN, ČT) Znamení trojice (Netflix)                             | Colm McCarthy   | Stephen Thompson, Steven Moffat a Mark Gatiss | volně podle příběhu Podpis čtyř                                                      | 5. ledna 2014  | 8. března 2014  | 3. května 2014  |
| John a Mary se chystají vstoupit do manželského svazku, což pro paní Hudsonovou znamená konec jedné éry. Pro Sherlocka to ovšem představuje dosud největší výzvu – musí zvládnout proslov ženichova svědka před skutečným publikem. Mezi svatebčany se navíc objeví někdo s vražednými úmysly.                                                            |           |                   |                                                                             |                 |                                               |                                                                                      |                |                 |                 |
| 9 | 3         | His Last Vow      | Jeho poslední slib (AXN) Poslední přísaha (ČT) Poslední slib (Netflix)      | Nick Hurran     | Steven Moffat                                 | volně podle příběhu Charles Augustus Milverton, název podle příběhu Poslední poklona | 12. ledna 2014 | 15. března 2014 | 10. května 2014 |
| Sherlock Holmes se střetává s Charlesem Augustem Magnussenem, nechvalně proslulým vyděračem, kterého hluboce nenávidí. Magnussen, přezdívaný „Napoleon mezi vyděrači“, má přístup ke všem citlivým informacím o vlivných osobnostech západního světa. Sherlock stojí před nesnadným úkolem: jak porazit nepřítele, který drží v hrsti prakticky kohokoli? |           |                   |                                                                             |                 |                                               |                                                                                      |                |                 |                 |

### Novoroční speciál (2016)
Mezi 3. a 4. sérií byl natočen speciální díl, který nese název Sherlock: Přízračná nevěsta (The Abominable Bride). Byl uveden 1. ledna 2016. Pouhý den po premiéře ve Velké Británii díl odvysílala Česká televize.
| Č. v seriálu | Původní název        | Český název                                     | Režie             | Scénář                      | Námět                                                        | Premiéra ve VB | Premiéra na ČT2 | Premiéra na AXN |
| --- | -------------------- | ----------------------------------------------- | ----------------- | --------------------------- | ------------------------------------------------------------ | -------------- | --------------- | --------------- |
| 10 | The Abominable Bride | Přízračná nevěsta (ČT) Ohavná nevěsta (Netflix) | Douglas Mackinnon | Steven Moffat a Mark Gatiss | zmínka o Ricolettim a jeho ženě z příběhu Musgraveský rituál | 1. ledna 2016  | 2. ledna 2016   | 9. září 2016    |
| Sherlock Holmes a doktor Watson se dostávají do viktoriánského Londýna konce 19. století, tedy do doby, kam jejich dobrodružství původně umístil Sir Arthur Conan Doyle. Holmes a Watson se ocitají na stopě záhadné paní Emelie Ricoletti, přízračné nevěsty, která se po své smrti vrací, aby zabila svého manžela. Tento neobvyklý případ dožene Holmese na pokraj jeho duševních i fyzických sil. |                      |                                                 |                   |                             |                                                              |                |                 |                 |

### Čtvrtá řada (2017)
Začátek natáčení trojice dílů čtvrté série bylo ohlášeno na jaro 2016. Série byla odvysílána v lednu 2017.
| Č. v seriálu | Č. v řadě | Původní název       | Český název                                                | Režie          | Scénář                      | Námět                              | Premiéra ve VB | Premiéra na ČT2 | Premiéra na AXN |
| --- | --------- | ------------------- | ---------------------------------------------------------- | -------------- | --------------------------- | ---------------------------------- | -------------- | --------------- | --------------- |
| 11 | 1         | The Six Thatchers   | Šest Železných dam (ČT, AXN) Šest Thatcherových (Netflix)  | Rachel Talalay | Mark Gatiss                 | volně podle příběhu Šest Napoleonů | 1. ledna 2017  | 2. ledna 2017   | 1. dubna 2017   |
| Sherlock Holmes vyčkává Moriartyho posmrtný tah, zatímco Scotland Yard řeší sérii podivných případů. Sherlocka však zaujmou zdánlivě banální detaily – konkrétně proč někdo ničí unikátní busty Margaret Thatcherové. Pátrání naznačuje, že za vším stojí něco mnohem temnějšího, co souvisí s minulostí Mary Watsonové. |           |                     |                                                            |                |                             |                                    |                |                 |                 |
| 12 | 2         | The Lying Detective | Skomírající detektiv (ČT, AXN) Prolhaný detektiv (Netflix) | Nick Hurran    | Steven Moffat               | podle příběhu Umírající detektiv   | 8. ledna 2017  | 8. ledna 2017   | 8. dubna 2017   |
| Podnikatel Culverton Smith, zdánlivý filantrop, testuje na svých zaměstnancích a dceři drogu, po které mají zapomenout jeho vražedné úmysly. Jeho dcera Faith si však uchovává částečnou paměť a žádá Sherlocka o pomoc s identifikací oběti. Její následné zmizení a drogová závislost přivedou Sherlocka do Smithovy nemocnice, kde se zdá být vrahovi zcela vydán na milost. Sherlock však má svůj vlastní plán, jak Smithe dopadnout. |           |                     |                                                            |                |                             |                                    |                |                 |                 |
| 13 | 3         | The Final Problem   | Poslední případ (ČT, AXN) Poslední problém (Netflix)       | Ben Caron      | Steven Moffat a Mark Gatiss | –                                  | 15. ledna 2017 | 15. ledna 2017  | 15. dubna 2017  |
| Dlouho pohřbená tajemství konečně dostihnou Sherlocka a Watsona. Neznámý protivník rozehrál velmi dlouhou hru a pro duo z Baker Street nastává největší výzva. Sherlock se v odlehlém zařízení Sherrinford setkává s osobou, o jejíž existenci neměl tušení. Ukáže se, že tento člověk, stejně geniální jako on, ale postrádající empatii, se před lety setkal s Moriartym.                                                               |           |                     |                                                            |                |                             |                                    |                |                 |                 |